# أوباداسيتينيب
أوباداسيتينيب (بالإنجليزية: Upadacitinib)‏، الذي يُباع تحت الاسم التجاري رينفوك (بالإنجليزية: Rinvoq)‏}، هو دواء يستخدم لعلاج التهاب المفاصل الروماتويدي المتوسط إلى الشديد (RA) لأنه لم يكن الميثوتريكسيت فعالاً بما فيه الكفاية. في حين أنه يمكن استخدامه مع أدوية التهاب المفاصل الروماتويدي التقليدية، إلا أنه لا ينصح باستخدامه مع العوامل المثبطة للمناعة . ويؤخذ عن طريق الفم.
تشمل الآثار الجانبية الشائعة له: عدوى الجهاز التنفسي العلوي (مثل الزكام) والغثيان والسعال والحمى. قد تشمل الآثار الجانبية الأخرى: الالتهابات الخطيرة والجلطات الدموية والسرطان. أما استخدامه أثناء الحمل فقد يضر الطفل. لا ينصح باستخدامه لمن يعانون من مرض السل النشط. يعمل أوباداسيتينيب عن طريق منع عمل الإنزيمات التي تسمى يانوس كيناز، مما يؤدي إلى انخفاض الالتهاب.
تمت الموافقة على أوباداسيتينيب للاستخدام الطبي في أوروبا والولايات المتحدة في عام 2019. سنويًا، تبلغ تكلفته في كندا حوالي 18000 دولار كندي اعتبارًا من عام 2019، وفي الولايات المتحدة يكلف حوالي 67000 دولار أمريكي، بينما في المملكة المتحدة يكلف هيئة الخدمات الصحية الوطنية حوالي 10500 جنيه إسترليني اعتبارًا من عام 2021.